# Chapelle Sainte-Anne de Stoumont
Pour les articles homonymes, voir Chapelle Sainte-Anne.
La chapelle Sainte-Anne est un édifice religieux catholique sis à mi-chemin entre Stoumont et La Gleize, dans la province de Liège (Belgique). Construite aux XVIe et XVIIe siècles, la chapelle est classée au patrimoine immobilier de la Région wallonne. 

## Localisation
La chapelle se trouve en contrebas et au sud de la route nationale 633 entre les villages ardennais de Stoumont et La Gleize. Elle est bâtie sur un terrain en pente.

## Historique
L'édifice a été réalisé en deux temps. Le chœur aurait été construit par les seigneurs de Froidcourt Guillaume del Dyck et son épouse Isabeau de Vervoz en 1556. La nef est ajoutée en 1666. La chapelle est restaurée en 1909. Chaque année, une messe est célébrée dans la chapelle le 26 juillet, jour de la fête de sainte Anne.

## Description
La chapelle Sainte-Anne, propriété de la Commune de Stoumont, édifiée au XVIe siècle dans une hêtraie proche du château de Froidcour, à front de l'ancien chemin vicinal n° 7 Stoumont-La Gleize, se trouve maintenant prise entre ce chemin et la route N 633 en contrehaut.
Le soubassement du chœur semble être la partie la plus ancienne. Sa construction par les seigneurs de Froidcourt, Guillaume del Dyck et son épouse Isabeau de Vervoz daterait de 1556. (1)
Sur le pignon ouest de la nef, plus tardive, les ferrures d'ancrage indiquent la date de 1666.
Cet édifice remarquable, classée au patrimoine immobilier de Stoumont, se distingue par sa volumétrie et différents détails architecturaux, particulièrement le clocheton hexagonal et le portail protégé par un auvent soutenu par deux colonnes en chêne où le visiteur peut lire sur l'arc plein cintre de la porte une invocation à sainte Anne : « SANCTA ANNA CUM PROLE PIA SIS HIC ORANTI JANUA COELI » (Sainte Anne, avec ta sainte enfant, sois pour ceux qui prient ici la porte du ciel), œuvre en cuivre du chanoine Bolly, curé de Saint-Denis à Liège avant la guerre 40/45. (1)
Le vaisseau, est construit en moellons de grès issus de la région; au-dessus de l'entrée, la partie supérieure de la façade comporte un essentage en ardoises naturelles tandis que le pignon arrière est protégé par un planchéage posé en bardeau sur l'ancienne charpente en chêne. Au nord et au sud, sur chaque façade, deux fenêtres cintrées, encadrées de pierre calcaire et garnies de vitraux à motifs géométriques, éclairent la nef.
Le volume secondaire comprenant le choeur et un petit espace sacristie est construit en moellons de grès rehaussés de briques badigeonnées; il est éclairé par quatre fenêtres avec linteau bombé, clé de voûte trapézoïdale et vitraux; en façade arrière, une petite fenêtre haute en demi cercle donne sur la sacristie.
L'ensemble de la toiture est en ardoises naturelles avec pied de versant à égout libre sur coyaux en chêne pour le vaisseau et le choeur, croupette entre le clocheton et l'essentage de façade ainsi qu'à l'arrière sur la sacristie. Le clocheton est pouvu d'abat-sons revêtus de zinc et d'une courte flèche surmontée d'une croix ouvragée en fer forgé avec girouette; une chiroptière (2) discrète se trouve sur le versant sud.
Les combles, difficilement accessibles, abritent les vestiges de l'ancienne charpente chevillée supportant un chevronnage original, fort rudimentaire.
L'intérieur est très simple avec un plafond plat dans la nef, une grande baie plein cintre pour l'ouverture du choeur et un plafond voûté au-dessus de l'autel datant de la fin du XVIIe siècle.
Une restauration complète a eu lieu en 1909 (1), une autre, de tout l'extérieur, a été réalisée en 2002 avec l'aide du Petit Patrimoine Populaire Wallon.
Vu sa maternité tardive, Sainte Anne est invoquée contre la stérilité, aussi pour diverses maladies, et encore par les jeunes filles à la recherche d'un mari.
Jadis, un marché se tenait aux abords de la chapelle le 26 juillet, jour de la Sainte-Anne, attirant de nombreux paroissiens et pèlerins pour un office en plein air; de nos jours une seule messe est célébrée ce jour-là dans la chapelle ; c'est maintenant la seule occasion de voir l'intérieur.
De nombreux artistes ont immortalisé ce site, certains bien connus comme Richard Heintz, T. Ponthier ou Elysée Fabry.
(1) Source S. FONTAINE, Histoire et histoires, La Gleize, ancien ban de Roanne, 1972.
(2) Exemple de chiroptière n'appartenant pas à la chapelle Sainte-Anne.

## Classement
La chapelle est reprise depuis le 4 novembre 1976 sur la liste du patrimoine immobilier classé de Stoumont.

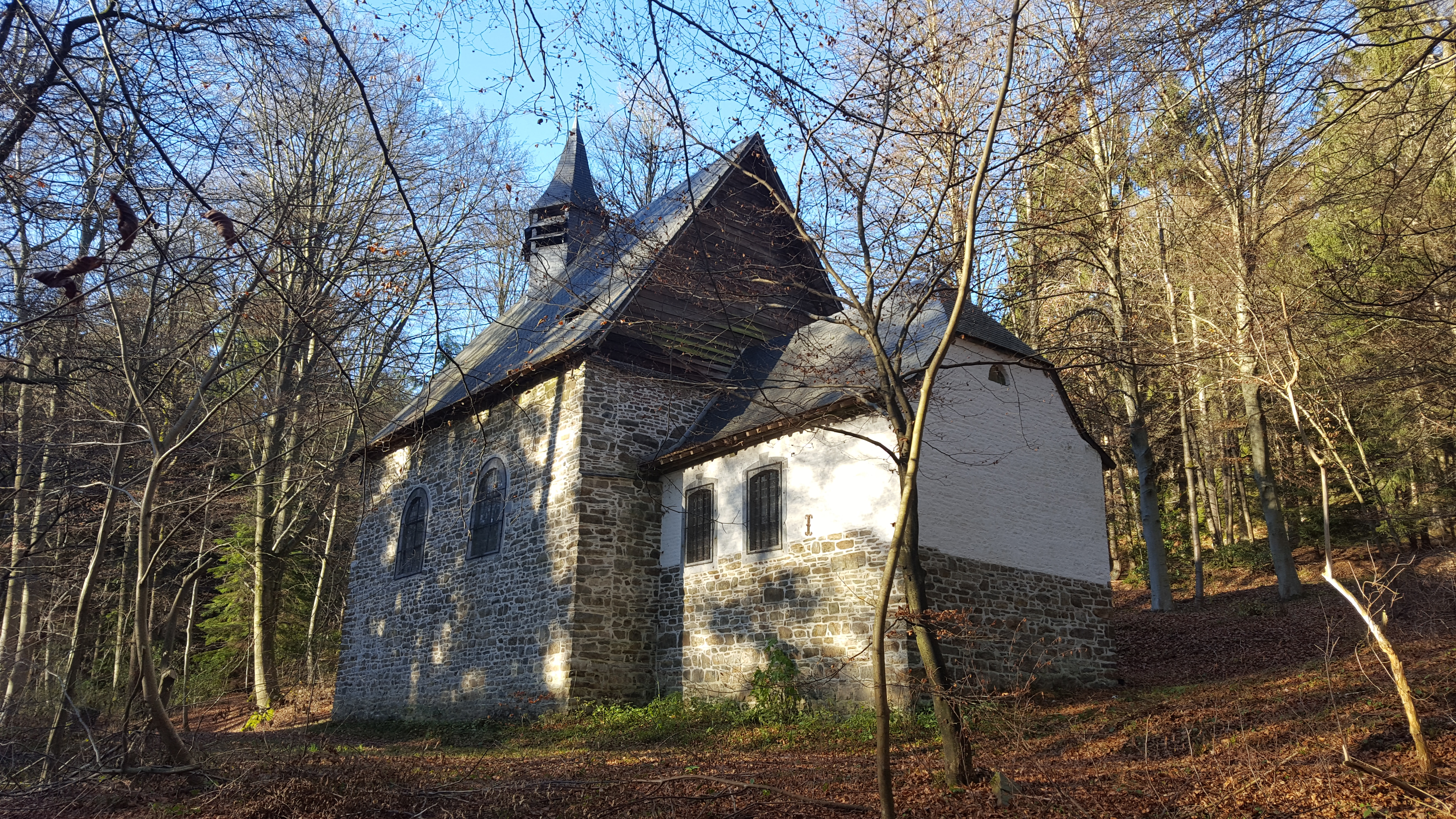
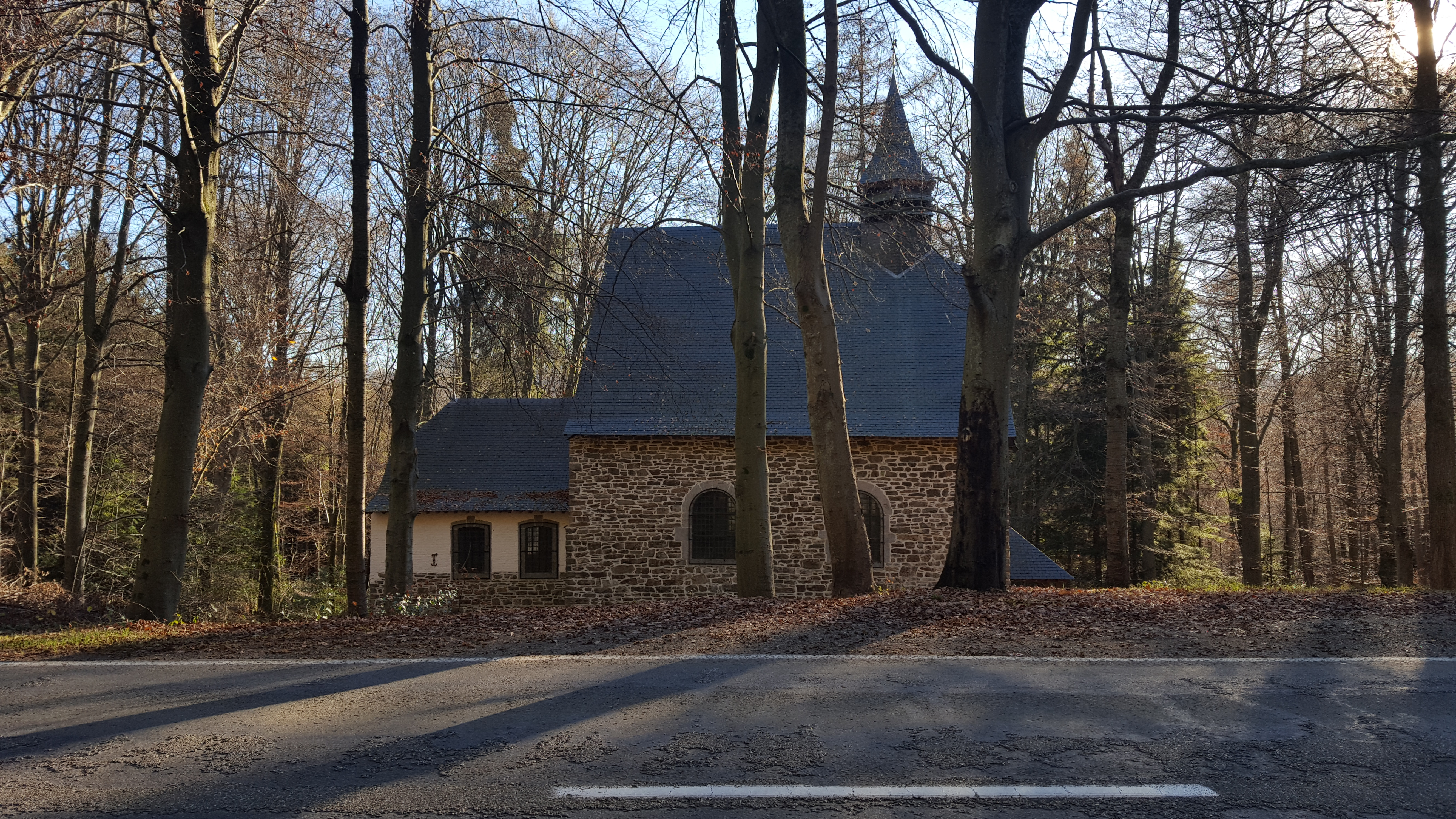
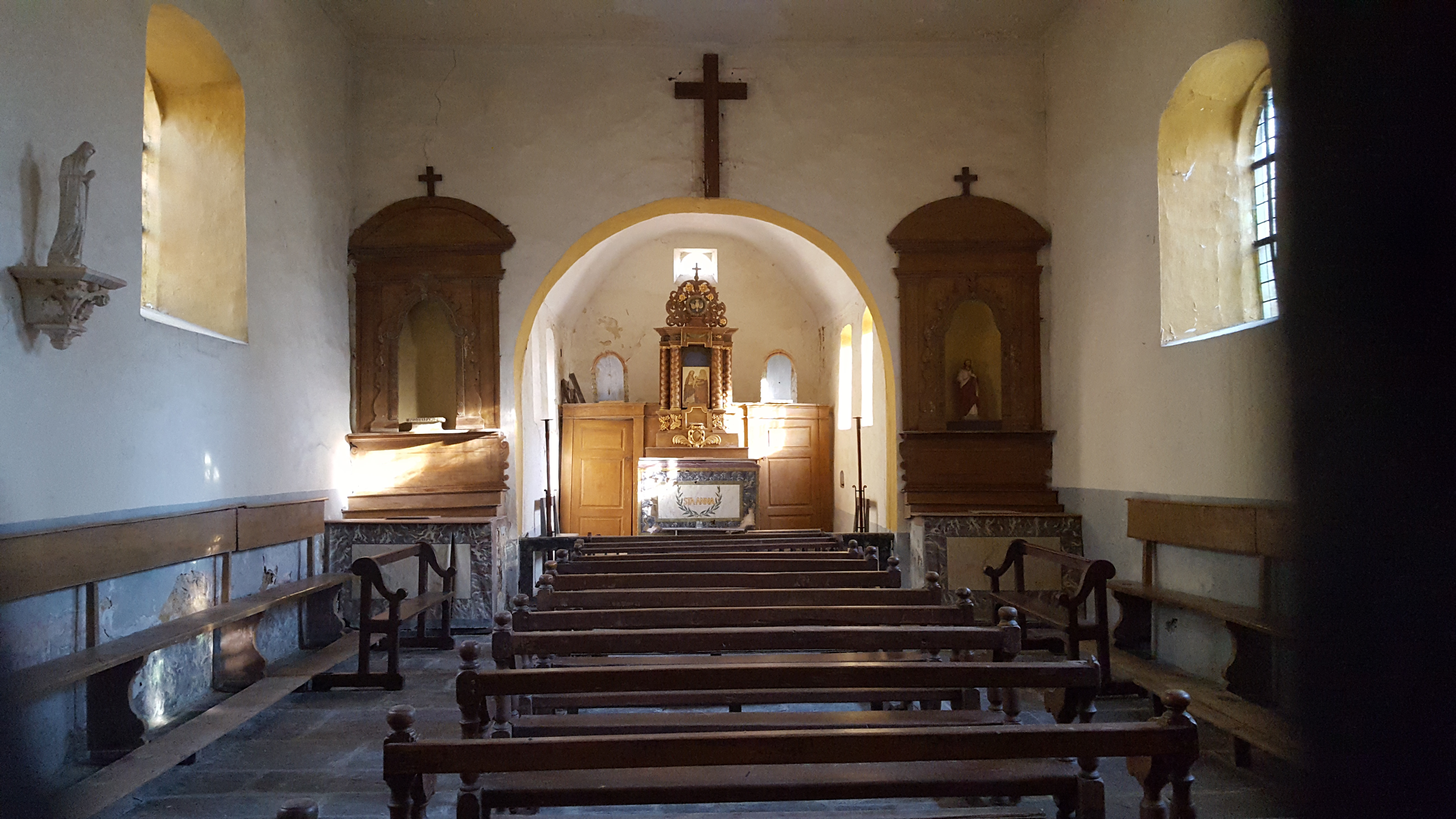

## Source et lien externe
- « ovatourisme.be/fr/chapelle-sai… »(Archive.org • Wikiwix • Archive.is • Google • Que faire ?)